# ЮKassa
ЮKassа (ранее — «Яндекс.Касса») — российский платёжный провайдер, сервис по приёму платежей через интернет в пользу юридических лиц, индивидуальных предпринимателей, некоммерческих организаций и самозанятых. Работает с организациями, зарегистрированными в РФ и за рубежом. Сервис запущен в 2013 году и управляется платёжным сервисом ЮMoney.
ЮKassa — самое популярное платёжное решение в России с 2015 года. К концу 2017 года оплату через сервис принимало 31,7% сайтов Рунета, в том числе различные сервисы, сайты Госуслуг РФ и крупнейшие российские интернет-ритейлеры. В 2020 году платежи через ЮKassa принимают более 160 тысяч онлайн-площадок и приложений из 75 стран мира. 17 сентября 2020 года компания объявила о ребрендинге — сервис электронных платежей сменил название на ЮMoney, платежное решение для бизнеса — на ЮKassa. В 2021 году ЮKassa стала лучшей среди специализированных платежных сервисов в России по версии «РБК Исследования рынков».

## История
«Яндекс.Касса» начала работу в октябре 2013 года. В августе 2014 года совместно с технологической компанией Simtech запущен сервис для создания интернет-магазинов Merchium (на базе CMS CS-Cart). К концу года доля сервиса «Яндекс.Касса» на российском рынке приёма интернет-платежей достигла 18%.
С конца 2015 года стал доступен приём платежей для организаций из Армении, Белоруссии, Грузии, Казахстана, Киргизии, Латвии, Молдавии и Таджикистана. В четвёртом квартале 2015 года оплату через «Яндекс.Касса» принимали 24% сайтов. Это позволило системе стать лидером рынка по числу обслуживаемых сайтов и обойти сервисы, которые появились раньше.
В феврале 2016 года «Яндекс.Касса» запустила сервис «Безопасная сделка» для повышения надёжности расчётов на c2c-площадках — сайтах, где физические лица предлагают друг другу товары или услуги. Он подходит маркетплейсам, доскам объявлений, сервисам по поиску специалистов, агрегаторам такси, службам курьерской доставки и другим площадкам для сделок между физлицами. В 2021 году компания перезапустила этот продукт. Оплата в рамках «Безопасной сделки» происходит по привычному сценарию. Покупателю доступен любой из популярных методов оплаты и привязка карты, а продавец может получать деньги на любую банковскую карту или на кошелек пользователя ЮMoney. Заработанное можно сразу тратить онлайн и офлайн с кэшбэком, переводить или инвестировать. Стороны рассчитываются напрямую — не нужно ждать, пока деньги пройдут через расчетный счет платформы. Это позволяет владельцу сайта отчитываться перед налоговой только за полученную комиссию. Платформа также может управлять размером комиссии.
К концу 2016 года доля сервиса «Яндекс.Касса» на рынке платёжных провайдеров выросла до 29,6%.
С января 2017 года сервис стал оператором платежей в системе автоматизации управления 1С:Предприятие. Через год, в феврале 2018, «1С» добавила платежный модуль «Яндекс.Кассы» в стандартную библиотеку электронных документов «1С:Предприятия», упростив для 1,5 млн коммерческих и бюджетных организаций приём платежей и выставление счетов через «Яндекс.Кассу».
С июня 2017 года «Яндекс.Касса» позволяет принимать платежи в соответствии с законом об онлайн-кассах РФ (54-ФЗ). В ноябре 2017 «Яндекс.Касса» запустила новую технологическую платформу с новым API, расширяющим возможности системы и её настройки клиентами. В «Яндекс.Кассе» появилась бизнес-аналитика и встроенная офферная система, которая позволяет проводить продавцам маркетинговые кампании.
В ноябре 2017 году «Яндекс.Касса» представила «Бизнес-маркет» — онлайн-витрину c льготными предложениями сервисов и услуг от сторонних поставщиков, среди которых продукты для создания сайтов, внедрения CRM, управления маркетинговыми рассылками, ведения бухгалтерии и т.п..
В марте 2018 года в «Яндекс.Кассе» появился сервис «Заплати по частям» — оплата в рассрочку или кредит. Продавец может предложить покупателю различные условия выплаты кредита с возможностью выбрать сумму ежемесячного платежа и срок погашения. Покупатель может гасить платежи через ЮMoney.
В апреле 2018 «Яндекс.Касса» выпустила новый mSDK для приёма платежей в мобильных приложениях. В июле того же года была добавлена поддержка приёма платежей через Apple Pay, Google Pay и «Сбербанк Онлайн».
В мае 2018 года «Яндекс.Касса» запустила антифрод-систему, использующую машинное обучение, для защиты от мошенничества (платежи с чужой карты или кошелька, использование взломанных аккаунтов, присвоение себе бонусных баллов и т.д.). Этой системой могут воспользоваться компании, не принимающие платежи через «Кассу». Ранее система была доступна только для компаний-клиентов и использовалась для защиты кошельков в ЮMoney.
В сентябре 2018 года «Яндекс.Касса» провела ребрендинг и представила новый сайт и логотип сервиса. На финальных этапах редизайна было запущено тестирование трёх вариантов с разными компоновками блоков и в разных стилях. На основе конверсий был выбран итоговый вариант. Старую иконку с кассовым аппаратом заменили на абстракцию купюры с монетой.
В октябре 2018 «Яндекс.Касса» в партнёрстве со «Сбербанком» запустила первый в России мгновенный сервис онлайн-расчетов между юрлицами. Сервис позволяет упростить приём платежей от корпоративных клиентов с расчётным счётом в «Сбербанке» и ускорить их обработку. Компании-покупателю достаточно оформить заказ на сайте продавца, оплатить через «Сбербанк Бизнес Онлайн» и подтвердить кодом из SMS. После этого продавец в течение нескольких минут получит уведомление о платеже и данные о юрлице покупателя, необходимые для закрытия документов. Срок ожидания оплаты от организации сокращается с 1-3 дней до 1-3 минут. Также компании не нужно вводить данные о товаре или продавце: счет создается автоматически. Компании смогут увеличить конверсию платежей и сэкономить время бухгалтера. Среди первых клиентов сервиса — сотовые операторы, рекрутинговые сервисы, предприятия сырьевого сектора, IT-компании: HeadHunter, OZON.travel, «МойСклад», Nethouse, NetByNet, Push4Site и другие. В феврале 2020 года возможности онлайн-расчетов между юрлицами были расширены для клиентов остальных банков. Это позволило быстро рассчитываться за товары и услуги с любой компанией, которая принимает B2B-платежи через «Яндекс.Кассу» и имеет счета в других банках. В апреле 2020 года к специальному сервису для бизнеса подключился «Ситилинк», а в мае — «Газпром нефть».
В ноябре 2018 года появилась поддержка платежей через WeChat Pay. Среди первых внедрений были магазины техники «Ситилинк» и магазины беспошлинной торговли Sheremetyevo Duty Free Heinemann в аэропорту Шереметьево. «Яндекс.Касса» работает с китайскими компаниями, которые ориентируются на российских покупателей, а также предлагает российскому бизнесу широкие возможности для работы с клиентами из Китая.
В мае 2019 года началось сотрудничество «Яндекс.Кассы» и одного из крупнейших турецких банков Isbank. В Турции с ним работают больше 10 тысяч интернет-площадок. В рамках сотрудничества Isbank стал подключать компаниям-партнерам прием оплаты через «Яндекс.Кассу». Миллионы россиян получили возможность рассчитываться рублями за покупки в Турции.
Летом 2019 года «Яндекс.Касса» и российский онлайн-шоурум Renault реализовали сценарий полной онлайн-оплаты авто. Это был первый подобный проект в России. Продажи на сайте Renault стартовали для всей России, а сама покупка происходит так же просто, как и в любом другом интернет-магазине: достаточно выбрать, а затем оплатить автомобиль — и его доставят по указанному адресу. При желании перед онлайн-покупкой человек может также заказать на дом тест-драйв автомобиля. Раньше с помощью «Яндекс.Кассы» пользователи могли внести только предоплату за автомобиль и потом прийти в автосалон и заплатить оставшуюся сумму.
В 2019 году у «Яндекс.Кассы» появилось мобильное приложение для Android и iOS. С его помощью предприниматели могут через мобильные устройства заходить в личный кабинет платежного решения.
В 2019 году «Яндекс.Касса» получила международную премию Merchant Payments Ecosystem (МРЕ) в номинации Best PSP — лучший платежный провайдер. Жюри премии оценило сервисные преимущества и технологические достижения «Яндекс.Кассы». Премия MPE Awards появилась в 2010 году как первая европейская награда, вручаемая эквайринговым и процессинговым сервисам, платежным провайдерам и сетям POS-терминалов за значительный вклад в развитие платежной индустрии Европы.
В феврале 2020 года компания Huawei запустила продажи смартфонов и другой электроники с оплатой через сервис «Яндекс.Касса» в рассрочку. С его помощью покупатели могут оформить онлайн-заем на покупку товара за считанные минуты. Это позволило магазинам сразу получать все деньги за покупку, а пользователь может оплатить ее равными частями за несколько месяцев.
В апреле 2020 года «Яндекс.Касса» запустила новую технологию для бизнеса — прием платежей по автообновляемым данным карт Visa и Mastercard. С его помощью компании смогут снизить число отказов при приеме оплаты с просроченных, утерянных или заблокированных карточек. В случае с платежами по подписке это может быть оператор мобильной связи, провайдер платного телевидения, домашнего интернета, онлайн-кинотеатр, сервис объявлений, компьютерных программ, хостинга, погашения кредитов, благотворительная или краудфандинговая площадка. Оплату в один клик привязанными картами обычно принимают онлайн-ритейлеры, игровые сервисы, приложения доставки еды или, например, заказа такси.
В мае 2020 года «Яндекс.Касса» и Яндекс.Такси запустили новую услугу для бизнеса — организацию доставки с оплатой при получении. При этом наличные или платежный терминал не понадобятся — покупатель сможет рассчитаться через свой смартфон, перейдя на форму оплаты по QR-коду или ссылке в СМС. Новая услуга поможет компаниям работать с теми, кто предпочитает платить за интернет-покупки только после получения, а пользователям — при доставке рассчитываться за заказы самыми разными способами: от кошельков в ЮMoney до банковских карт, Apple Pay, Google Pay, Samsung Pay, Garmin Pay.
Также в мае «Яндекс.Касса» запустила специальное решение для маркетплейсов и онлайн-сервисов, которые предлагают товары и услуги продавцов на своих платформах. Новый сервис позволяет автоматически распределять деньги между продавцами, чьи товары и услуги покупатель оплатит в одном онлайн-заказе. Сервис поддерживает возможность холдирования платежей до семи дней, чтобы деньги поступали на счет продавца только после того, как он выполнит свои обязательства перед покупателем. Решение позволяет оформлять полные или частичные возвраты покупателям: перечислять назад деньги за все или только некоторые товары, оплаченные в одном заказе. Кроме того, сервис поможет оптимально наладить процесс выдачи кассовых чеков и отправлять их только тем продавцам, которым они нужны для отчетности перед ФНС.
В июне 2020 года «Яндекс.Касса» и CS-Cart запустили сервис, который помогает за несколько дней создать маркетплейс из готовых решений и управлять им. В систему входят кабинет администратора, кабинет продавца, мультивитринность, мини-магазины для продавцов, настройка комиссий для продавцов и другое. Компаниям, которые пользуются CMS-системой CS-Cart для маркетплейсов, не придется дополнительно подключать сервис «Яндекс.Касса»: он уже встроен в эту платформу.
В июле 2020 года «Северсталь» стала принимать оплату от клиентов банковскими бизнес-картами Mastercard с помощью эквайринга «Яндекс.Касса». Раньше партнеры «Северстали» могли рассчитаться за заказ только денежным переводом со счета на счет. Оплата стала доступна для заказов, сделанных офлайн и через сайт «Северстали». Это позволило ускорить оплату и сократить сроки отгрузки. При оплате заказов через «Яндекс.Кассу» для клиентов «Северстали» действует программа лояльности Mastercard «Бизнес-Бонус»: специальные баллы можно обменивать на скидки и бонусы у партнеров Mastercard. В октябре 2020 года с помощью «Яндекс.Кассы» «Северсталь» стала принимать оплату от юрлиц и индивидуальных предпринимателей через онлайн-банк «СберБизнес», что позволило сократить сроки оплаты с трёх рабочих дней до нескольких минут. В этом случае бизнес-процессы не привязаны к банковским дням и срокам получения документов. Все это позволяет не только сократить сроки сделок, но и автоматизировать обработку заказов.
В августе 2020 года «Яндекс.Касса» и Visa запустили для компаний сервис, который помогает организовывать выплату зарплат сотрудникам на карты любых российских банков. Для перевода денег достаточно знать только номер карточки получателя. Компаниям больше не придется предлагать сотрудникам выпустить новую карту банка-партнера по зарплатному проекту: выплачивать деньги можно на любую имеющуюся карту. Новый сервис упрощает процесс выплат и сокращает издержки бизнеса: вместо множества платежных поручений в разные банки формируется один список реквизитов, по которому можно отправить деньги в любой момент.
17 сентября 2020 года компания объявила о ребрендинге: сервис электронных платежей сменил название на ЮMoney, платежное решение для бизнеса — на ЮKassa. Новый бренд отражает ценности компании как лидера среди сервисов электронных платежей в России.
С декабря 2020 года ЮKassa бесплатно предоставляет новым клиентам «Эльбу» — онлайн-бухгалтерию «Контура». Это позволяет бизнесу сэкономить время и сократить расходы на документооборот: «Эльба» будет автоматически получать нужные данные от ЮKassa и оформлять документы для налоговой отчетности.
Также с декабря 2020 года пользователи Ozon могут оплачивать услуги страхования через сервис ЮKassa. Продукт позволяет клиентам Ozon получить сразу несколько предложений по ОСАГО — без необходимости изучать сайты разных компаний.
В 2021 году компания приступила к реализации подхода FaaS (fintech as a service, финтех как сервис), который подразумевает не только помощь с интернет-эквайрингом и оказание смежных услуг, но и внедрение разных платежных решений для бизнеса без необходимости разработки на стороне клиента. Это решения для бизнеса разного размера. Например, выставление счёта из личного кабинета ЮKassa больше подходит малому бизнесу и начинающим предпринимателям. Оно не требует дополнительной разработки и создания сайта — счёт создаётся за минуту и сразу же уходит покупателю. Другое решение ЮKassa помогает маркетплейсам управлять денежными потоками: клиент оплачивает товары или услуги разных продавцов, а ЮKassa автоматически отправляет нужную сумму каждому. Есть также сервисы, которые могут пригодиться любому бизнесу, например антифрод-сервис или BNPL-решение (buy now pay later — купи сейчас, плати потом), которое позволяет принимать оплату за товары и услуги по частям.
В 2021 году ЮKassa заняла первое место в рейтинге специализированных платёжных сервисов в России по версии маркетингового агентства «РБК Исследования рынков». Среди сервисов с небанковской лицензией ЮKassa лидирует с заметным отрывом, в общем рейтинге банков и платёжных сервисов ЮKassa вторая. Исследователи и участники опроса особо отметили технологичность решений ЮKassa, которые обеспечивают нативность платежей и высокую конверсию.
ЮKassa стала одним из первых провайдеров онлайн-платежей, через который интернет-магазины и сервисы могут принимать оплату картами «Мир», привязанными к Apple Pay. Если магазин или сервис использует на своем сайте карточную форму ЮKassa, карта «Мир» сразу доступна покупателям при выборе метода оплаты через Apple Pay. Компаниям, у которых настроена собственная интеграция с Apple Pay, необходимо свериться с документацией Apple и убедиться, что с их стороны приём таких платежей технически обеспечен.
За 2022 год компания существенно расширила спектр решений: проведены интеграции со SberPay, Google Market, белорусским Белкарт, облачной кассой "Эвотор"; расширены возможности по приёму платежей (через СберID, в оффлайне по QR-кодам и тд); запущена возможность упрощённой идентификации через Портал Госуслуги.

## Функциональность
ЮKassa проводит онлайн-платежи в пользу юридических лиц и ИП, взимая с получателя-клиента определённую комиссию. Принимать платежи через ЮKassa можно более чем 20 способами: с банковских карт, через ЮMoney и другие электронные кошельки, через мобильные приложения и интернет-банкинги Сбербанка, Альфа-Банка и Тинькофф Банка, со счетов мобильных номеров, по бесконтактным технологиям Apple Pay, Google Pay. С помощью ЮKassa интернет-магазины могут принимать оплату по картам иностранных платежных систем — American Express, JCB и Diners Club. Это позволяет мерчантам расширить аудиторию и выйти со своим бизнесом за пределы России.
У сервиса есть ряд специфических опций.
- Выставление счетов по SMS, электронной почте, в чатах и мессенджерах. Оплачивать такие счета можно всеми способами, которые есть в ЮKassa.
- ЮKassa умеет списывать оплату автоматически в заданный срок (автоплатежи).
- Возможность привязки банковской карты, которая позволяет покупателям платить, не вводя данные карты каждый раз.
- Сервис поддерживает предавторизацию, то есть заморозку и последующее списание денег со счёта клиента по команде магазина. Это актуально для быстрого возврата средств, если покупатель отменит заказ или товара не будет в наличии.
- Через сервис доступна оплата товара или услуги по частям (в рассрочку или кредит)[26].
- Также из опций — массовые выплаты[85], «Безопасная сделка», приём платежей через чаты во время онлайн-консультации на сайте[86], прием оплаты в email-рассылках[87], прием платежей через Telegram[88] и Viber[89].
- В личном кабинете ЮKassa есть услуга по запуску контекстных рекламных кампаний. Она рассчитана на самозанятых, индивидуальных предпринимателей, а также компании из сегмента малого и микробизнеса, которые пока не имеют ресурсов на штатного маркетолога или приглашение агентства для продвижения товаров и услуг в онлайне.

ЮKassa поддерживают работу магазинов в полном соответствии с требованиями российского закона 54-ФЗ (об онлайн-кассах). Магазину подключает онлайн-кассу, которая получает данные для чека, и одновременно направляет данные в ФНС. Единственное требование — заключить договор с оператором фискальных данных (ОФД) и зарегистрировать свою кассу в налоговой. Существует совместное решение ЮKassa и «Бизнес.Ру», позволяющее использовать более 70 моделей контрольно-кассовой техники девяти производителей («АТОЛ», «Штрих-М», «Дримкас», «Эвотор», «Счетмаш», «Инкотекс», «Искра Умка», «Старрус») для формирования чеков из обычного магазина и из интернет-магазина. Отдельное решение «Касса» предоставляет для передачи онлайн-чеков при приеме платежей в Telegram.

### Подключение
Технически интегрировать приём платежей через ЮKassa можно несколькими способами.
1. Через популярные системы управления сайтом (CMS): 1С-Битрикс, OpenCart, InSales, BILLmanager, RetailCRM и более 80 других CMS-, SaaS-, CRM- и биллинговых систем.
2. Через платёжную форму, по email-протоколу. Нужно вставить на сайт код платежной формы, который можно получить у «Кассы». Уведомления о платежах будут приходить по электронной почте. Подходит для бизнесов с малым количеством заказов.
3. Выставляя отдельные счета по электронной почте[93], через QR-коды[94], через чат[86] или в мессенджерах (например, Telegram[88] или Viber[89]). Этот вариант подходит для компаний без интернет-сайтов[95].
4. По API. Этот способ позволяет настроить «Кассу» максимально гибко, в том числе встроить на сайт или мобильное приложение, но подходит только опытным разработчикам.

### Международное развитие
С помощью ЮKassa международные компании могут работать на российском рынке электронной торговли, принимая платежи распространёнными у россиян способами. С ЮKassa работают такие популярные международные онлайн-площадки, как AliExpress, JD.com, Joom, Umkamall, Gearbest, TradeEase, BlaBlaCar, Renault, iTunes, Skype, Nintendo, Riot Games, Wargaming, Blizzard и другие.
В 2018 году ЮKassa начала работать с интернет-магазинами Южной Кореи.